# Eyvind Kinnrifa
Eyvind Kinnrifa (también Øjvind Kinnriva y Öyvind Kinnriva) fue un caudillo vikingo de Trondheim, Noruega en el siglo X. Era un devoto pagano y protagonista de uno de los más sórdidos acontecimientos relacionados con la conversión forzada al Cristianismo encabezada por el rey Olaf Tryggvason. Conociendo los precedentes de la visita real a diversas provincias, dos comerciantes llamados Hauk y Sigurd, avisaron a Eyvind que tuviese cuidado con el rey pues conocían su devoción pagana y ellos habían tenido problemas por eso en un encuentro previo del que (de momento) se habían salvado. Eyvind fue a visitar a Hårek av Tjøtta para pedir consejo que lo recibió bien y escuchó sus temores; pero en la zona ya estaban los hombres del rey Olaf que estaban vigilando a Hårek y tomaron preso a Eyvind, llevándole a presencia del rey en su nave que estaba en Nidaros pues iba dirección al norte en una expedición para solucionar la disidencia pagana en la zona.
Tras una corta conversación, el rey solicitó primero con buenas palabras a Eyvind su conversión voluntaria y que aceptase el bautismo, Eyvind se negó. Entonces el rey le ofreció regalos y propuso un feudo, pero Eyvind siguió rechazando la oferta. Por último el rey le amenazó con la muerte, pero Eyvind no cedió. Entonces Olaf ordenó que colocasen una parrilla llena de ardientes brasas sobre su vientre.
Con lágrimas de dolor, Eyvind dijo que apartase la parrilla con brasas porque tenía que decir algo antes de morir. El rey pensaba que iba a aceptar la conversión y le preguntó si aceptaba a Cristo, pero Eyvind respondió:
No, yo no puedo recibir el bautismo aunque quisiera. Mi padre y mi madre no tuvieron hijos antes de solicitar ayuda a los hechiceros fineses. El último les dijo que tendrían un niño, pero debían jurar que su hijo serviría a Odín y Thor hasta el día de su muerte. Y así hicieron como aconsejaron los fineses. Nací, y me consagraron a Odín. Tan pronto como pude jurar los votos por mi mismo, renové su juramento. Desde entonces, con toda devoción, he servido a Odín, y me he convertido en un poderoso caudillo. Ahora, tantas veces me he consagrado a Odín que ahora tampoco puedo, ni le decepcionaré.
Y con esas palabras expiró el que había sido uno de los grandes hechiceros del norte.